# Grenze zwischen dem Irak und Syrien

Die Grenze zwischen dem Irak und Syrien ist 599 km lang. Sie verläuft grob von Nordosten nach Südwesten durch die Dschazīra (Nordmesopotamien) und die Syrische Wüste, einschließlich eines längeren Abschnitts in Nord-Süd-Richtung. Sie wurde 1922 im Ersten Anglo-Irakischen Vertrag festgelegt und spiegelt die im Sykes-Picot-Abkommen zwischen dem Vereinigten Königreich und Frankreich verabredete Trennung der Interessensphären beider Länder wider.
Der nördliche Endpunkt der Grenze liegt im Dreiländereck Syrien-Irak-Türkei bei 37° 6′ 21,6″ N, 42° 21′ 25,9″ O, und das südliche Ende ist das Dreiländereck Syrien-Irak-Jordanien bei 33° 22′ 28,9″ N, 38° 47′ 37″ O.
Es gibt fünf offizielle Grenzübergänge (von Norden nach Süden):
- Grenzübergang Fishkabour nahe der türkischen Grenze
- Grenzübergang al-Yaʿrubiyya (Route von Qamischli, Syrien, nach Mossul und Bagdad)
- Grenzübergang bei 36° 16′ 29,5″ N, 41° 16′ 58″ O (Straße 716 nach asch-Schaddadi, bzw. 47 nach Sindschar)
- Grenzübergang al-Qa'im (Route von Damaskus nach Bagdad)
- Grenzübergang al-Walid (Route von Damaskus nach Bagdad)

Im Mai 2015 hielt der IS fast die gesamte Grenze zwischen dem Irak und Syrien mit Ausnahme eines kleinen Teils der Grenzlinie im kurdischen Nordosten.